# The Revenant (Original Motion Picture Soundtrack)
The Revenant (Original Motion Picture Soundtrack) ist der Soundtrack zum Film The Revenant – Der Rückkehrer, komponiert von Ryūichi Sakamoto und Alva Noto mit zusätzlicher Musik von Bryce Dessner. Er wurde vom Label Milan Records am 25. Dezember 2015 digital und am 8. Januar 2016 auf CD veröffentlicht.

## Entstehung
Im September 2015 wurde der japanische Musiker Ryūichi Sakamoto offiziell als Filmkomponist für The Revenant – Der Rückkehrer von Regisseur Alejandro González Iñárritu bekannt gegeben. Die beiden hatten sich kennengelernt, nachdem Iñárritu 2006 einige von Sakamotos Liedern in seinem Film Babel verwendet hatte. Nach einem einjährigen Hiatus nach der Diagnose mit Kehlkopfkrebs markierte The Revenant Sakamotos Rückkehr in die Musikindustrie. Im Oktober 2015 wurde angekündigt, dass Carsten Nicolai (unter dem Pseudonym Alva Noto) und Bryce Dessner (von der Band The National) Sakamoto beim Soundtrack unterstützen würden. Dies war unter anderem deshalb notwendig, da laut Sakamoto „eine gigantische Menge an Musik“ für den Film benötigt wurde.

## Rezensionen
Der Soundtrack wurde von Kritikern überwiegend positiv aufgenommen. Er wurde 2016 bei den Golden Globe Awards und den British Academy Film Awards für „Beste Filmmusik“ nominiert, musste sich dort allerdings jeweils Ennio Morricones Soundtrack für The Hateful Eight geschlagen geben. Für die Oscarverleihung 2016 wurde der Soundtrack von der Academy of Motion Picture Arts and Sciences nicht zugelassen, da er von mehr als einem Komponisten stammte.

## Titelliste
| Nr.          | Titel                                  | Musik                                       | Länge |
| ------------ | -------------------------------------- | ------------------------------------------- | ----- |
| 1.           | The Revenant Main Theme                | Ryūichi Sakamoto                            | 2:41  |
| 2.           | Hawk Punished                          | Alva Noto & Bryce Dessner                   | 2:14  |
| 3.           | Carrying Glass                         | Ryūichi Sakamoto & Alva Noto                | 3:07  |
| 4.           | First Dream                            | Ryūichi Sakamoto & Alva Noto                | 3:05  |
| 5.           | Killing Hawk                           | Ryūichi Sakamoto                            | 3:49  |
| 6.           | Discovering River                      | Ryūichi Sakamoto                            | 1:11  |
| 7.           | Goodbye to Hawk                        | Ryūichi Sakamoto                            | 3:41  |
| 8.           | Discovering Buffalo                    | Ryūichi Sakamoto & Alva Noto                | 2:43  |
| 9.           | Hell Ensemble                          | Ryūichi Sakamoto                            | 2:38  |
| 10.          | Glass and Buffalo Warrior Travel       | Ryūichi Sakamoto                            | 1:51  |
| 11.          | Arriving at Fort Kiowa                 | Ryūichi Sakamoto                            | 1:21  |
| 12.          | Church Dream                           | Ryūichi Sakamoto & Alva Noto                | 2:38  |
| 13.          | Powaqa Rescue                          | Ryūichi Sakamoto, Alva Noto & Bryce Dessner | 5:35  |
| 14.          | Imagining Buffalo                      | Bryce Dessner                               | 2:39  |
| 15.          | The Revenant Theme 2                   | Ryūichi Sakamoto                            | 1:54  |
| 16.          | Second Dream                           | Ryūichi Sakamoto & Alva Noto                | 1:13  |
| 17.          | Out of Horse                           | Ryūichi Sakamoto                            | 3:57  |
| 18.          | Looking for Glass                      | Bryce Dessner                               | 2:51  |
| 19.          | Cat & Mouse                            | Ryūichi Sakamoto, Alva Noto & Bryce Dessner | 5:42  |
| 20.          | The Revenant Main Theme Atmospheric    | Ryūichi Sakamoto                            | 2:50  |
| 21.          | Final Fight                            | Ryūichi Sakamoto & Bryce Dessner            | 6:35  |
| 22.          | The End                                | Ryūichi Sakamoto                            | 2:16  |
| 23.          | The Revenant Theme (Alva Noto Remodel) | Ryūichi Sakamoto & Alva Noto                | 4:00  |
| Gesamtlänge: | Gesamtlänge:                           | Gesamtlänge:                                | 70:43 |

## Besetzung
- Ryūichi Sakamoto: Komponist, Dirigent
- Alva Noto: Komponist
- Bryce Dessner: Komponist
- André de Ridder: Dirigent
- Stargaze: Orchester

- Hildur Guðnadóttir: Violoncello
- Frantic Percussion Ensemble: Perkussion
- Motoko Oya: Ondes Martenot
- Alex Petchu: zusätzliche Perkussion